# Порт-Глазго
Порт-Гла́зго (англ. Port Glasgow, шотл. гел. Port Ghlaschu) — місто на заході Шотландії, в області Інверклайд.
Населення міста становить 15 290 осіб (2006).

## Відомі особистості
В поселенні народився:
- Реджинальд Вінгейт (1861—1953) — британський військовий діяч, дипломат і колоніальний чиновник.